# Eriogonum eastwoodianum
Eriogonum eastwoodianum är en slideväxtart som beskrevs av Howell. Eriogonum eastwoodianum ingår i släktet Eriogonum och familjen slideväxter. Inga underarter finns listade i Catalogue of Life.